# Amazonina nidicteridicola
Amazonina nidicteridicola är en kackerlacksart som beskrevs av Roth, L. M. 1973. Amazonina nidicteridicola ingår i släktet Amazonina och familjen småkackerlackor. Inga underarter finns listade i Catalogue of Life.